# Guy de Lavaur
Guy de Lavaur (3 février 1903 - 22 mars 1986) est un pionnier de la plongée souterraine en scaphandre autonome et un spéléologue très attaché aux Causses du Lot.

## Biographie
Né à Saint-Laurent-les-Tours près de Saint-Céré (Lot), il passa son enfance au Manoir de Laboisse.
Ingénieur chez Sulzer (moteurs diesel), il devient ensuite directeur de la branche « accident » d'une des plus importantes compagnies d'assurances.

### La spéléologie
En 1929, de Lavaur avait fait la connaissance, au cours d'une exposition, d'un autre ingénieur, Robert de Joly, explorateur de grottes et de gouffres. De Joly l'initie aux techniques de la spéléologie.
1931 : aven de Hures (Lozère, France) : Robert de Joly et Guy de Lavaur atteignent la cote de 236 m de profondeur dans un aven du Causse Méjean, dépassant le terminus de Édouard-Alfred Martel -116 m atteint en 1889 : c’est le record français de l’époque (Boulanger, 1966, p. 37). En fait, ils atteignent la cote de 187 m (coté -205 m) de profondeur (Rens. D. André).
En 1937, grâce à l'autorisation de William Beamish, président de la Société d'exploitation du gouffre de Padirac, il reprend l'exploration de cette cavité avec de Joly. (Martel avait interdit les explorations pendant 37 ans). De Lavaur participe ensuite aux explorations de 1947, 1948 (chef), 1949, 1950, 1951 (chef). 
En juin 1948, G. de Lavaur et ses compagnons sont invités à descendre dans le gouffre des Vitarelles. Ils s'arrêtent en haut de l'éboulis de la Salle du Cône, mais tout près de l'entrée du gouffre, après avoir escaladé une jolie coulée stalagmitique, ils découvrent l'affluent de la Méduse jusqu'à la « Voûte Basse ».

### La plongée souterraine
En 1946, il réalise une des premières plongées souterraines à la Fontaine Saint-Georges, à Montvalent, qu'il estime être la résurgence de la rivière de Padirac. Il le prouvera par coloration en juillet 1947 et décembre 1950. Il sera le fondateur de la plongée souterraine en scaphandre autonome de l'ingénieur Gagnan, vulgarisé par le commandant Cousteau. 
De Lavaur disait : « J'ai appris à nager à la quarantaine, pour pouvoir plonger, encore que ce ne soit pas nécessaire avec le scaphandre ». Était-ce une boutade ?
Il avait pressenti les risques d'hydrocution et pensé à une protection bulbaire. Madame de Lavaur est l'inventeur des actuelles tenues de plongée, la première ayant été fabriquée sur mesure, en collant des plaques de caoutchouc mousse avec de la colle néoprène directement sur le maillot de bain style 1900 en jersey, porté par son mari.
En 1948, il plonge à la Fontaine des Chartreux, à Cahors et à la fontaine de la Pescalerie. Dans l'été, il est à nouveau sollicité pour plonger dans le siphon aval du gouffre des Vitarelles, afin de déterminer, d'une part sa longueur et, d'autre part, pour vérifier si les eaux se dirigeaient bien, comme on le supposait, vers le gouffre des Besaces. Les eaux étant extrêmement troubles, il s'arrête à -10 mètres au pied d'une pente argileuse.
Il fut le créateur du premier brevet de plongée souterraine.

## Responsabilités et distinctions
- Secrétaire général en 1955 et 1956, puis président de 1957 à 1959 de la Société Spéléologique de France [3]
- Secrétaire général puis Vice-président du Comité National de Spéléologie à partir de 1948 et jusqu'à la fusion avec la Société Spéléologique de France, donnant naissance à la Fédération, en 1963 [4]
- Vice-président de la Fédération Française de Spéléologie lors de sa création en 1963, dont il devient membre d'Honneur la même année[5].
- Président du Spéléo-club de Paris.
- Président de l'Association nationale des exploitants de cavernes aménagées pour le tourisme (ANECAT)
- Il obtient le prix Martel [6]
- Chevalier de la Légion d'honneur en 1951.
- Médaille de bronze de la Jeunesse et des Sports en 1956.

## Ouvrages et publications
- Les explorations de 1948 à Padirac, La nature, mars 1949. Bibliothèque de la Société des Études du Lot.
- Padirac ou l'aventure souterraine, 1950, Collection Voyages et Aventures. J. Susse, Paris,
- L'exploration des siphons et des fontaines vauclusiennes : actes du 1er congrès international de spéléologie - Paris 1953 - Tome IV : http://www.plongeesout.com/articles%20publication/historique/exploration%20lavaur%201953/exploration%20lavaur%201953.htm
- Padirac et sa région Alpina In-16 carré Paris 1951 Collection la France, et 1975
- Toute la spéléologie. Initiation à l'exploration souterraine, Paris Amiot-Dumont, 1954, 184 pages.
- Caves And Cave Diving : Scientific Book Club, London

## Sources et références
- L'Histoire du Spéléo-Club de Paris : extrait de Grottes & Gouffres, no 140, juin 1996, par Jacques CHABERT : http://membres.lycos.fr/scp/historic.htm
- Le réseau de Padirac : franchissement du siphon de la fontaine Saint-Georges par Bertrand LEGER - 1973 : http://www.plongeesout.com/explorations/france/st%20georges/st%20georges%20recit%20leger.htm

1. ↑  État civil sur le fichier des personnes décédées en France depuis 1970
2. 1 2  Article sur Guy de Lavaur de Jean Lesur, Extrait du bulletin no 8 du Comité Départemental de Spéléologie du Lot, 1986
3. ↑  Association nationale des anciens responsables de la Fédération française de spéléologie, « La Société Spéléologique de France par Roger Laurent », sur anar.ffs.free.fr (consulté le 9 novembre 2019).
4. ↑  Roger Laurent - Association nationale des anciens responsables de la Fédération française de spéléologie, « Le Comité national de spéléologie », sur anar.ffs.free.fr.
5. ↑  « Membres d’honneur de la Fédération Française de Spéléologie », sur fédération française de spéléologie (consulté le 9 novembre 2019).
6. ↑  « Lauréats du Prix Martel - De Joly », sur memento.ffspeleo.fr (consulté le 9 novembre 2019).